# Мови Буркіна-Фасо
Буркіна-Фасо — багатомовна країна. За оцінками, там говорять 68 мовами, 60 з яких є мовами корінних народів. Мовою мосі говорять приблизно 40 %, в основному в центральному регіоні навколо столиці, Уагадугу, нарівні з іншими, тісно пов'язана з мовами гур на півдні і сході. На заході поширені мови манде. Мова фула також поширена, особливо на півночі.
Офіційною мовою є французька, введена в колоніальний період. Французька є основною мовою в адміністративних, політичних та навчальних інститутах, державних службах і пресі. Це єдина мова для законів, адміністрації і суду. В освіті для глухих використовується американська жестова мова, яку ввів глухонімий американський місіонер Ендрю Фостер, хоча також існує Буркінійська жестова мова в Уагадугу.
У грудні 2023 року уряд Буркіна-Фасо ухвалює законопроект про перегляд Конституції та закріплення національних мов як офіційних замість французької, яка віднесена до рангу «робочої мови».